# ناحیه آلما، شهرستان مارشال، مینه‌سوتا
شهرستان الما، بخش مارشال، مینه‌سوتا (به انگلیسی: Alma Township, Marshall County, Minnesota) یک منطقهٔ مسکونی در ایالات متحده آمریکا است که در مینه‌سوتا واقع شده‌است.

## خصوصیات
شهرستان الما ۹۴٫۳ کیلومترمربع مساحت و ۹۴ نفر جمعیت دارد و ۲۷۱ متر بالاتر از سطح دریا واقع شده‌است.